# Agrotis atlanta
Agrotis atlanta là một loài bướm đêm trong họ Noctuidae.